# Campeonato Europeo de Voleibol Femenino de 2017
El XXX Campeonato Europeo de Voleibol Femenino se celebró conjuntamente en Azerbaiyán y Georgia entre el 22 de septiembre y el 1 de octubre de 2017 bajo la organización de la Confederación Europea de Voleibol (CEV), la Federación Azerbaiyana de Voleibol y la Federación Georgiana de Voleibol.
Un total de 16 selecciones nacionales afiliadas a la CEV compitieron por el título de campeón europeo, cuyo anterior portador era el equipo de Rusia, vencedor del Europeo de 2015.
La selección de Serbia se adjudicó la medalla de oro al derrotar en la final al equipo de los Países Bajos con un marcador de 3-1. En el partido por el tercer puesto el conjunto de Turquía venció al de Azerbaiyán.

## Sedes
| Foto | Grupo             | Ciudad | Instalación                        | Capacidad |
| ---- | ----------------- | ------ | ---------------------------------- | --------- |
|      | A, C y fase final | Bakú   | Arena Nacional de Gimnasia         | 9000      |
|      | B                 | Tiflis | Palacio de Deportes                | 9700      |
|      | D                 | Gəncə  | Complejo Olímpico Deportivo Göygöl | 900       |

## Grupos
| Grupo A    | Grupo B     | Grupo C  | Grupo D         |
| ---------- | ----------- | -------- | --------------- |
| Azerbaiyán | Georgia     | Rusia    | Países Bajos    |
| Alemania   | Italia      | Turquía  | Serbia          |
| Polonia    | Croacia     | Bulgaria | Bélgica         |
| Hungría    | Bielorrusia | Ucrania  | República Checa |

## Primera fase
- Todos los partidos en la hora local de Azerbaiyán y Georgia (UTC+4).

El primero de cada grupo pasa directamente a los cuartos de final, el segundo y tercero tienen que disputar primero la clasificación a cuartos de final.

### Grupo A
| Equipo     | Partidos | Partidos | Partidos |      | Sets | Sets | Sets  | Puntos | Puntos | Puntos |
| Equipo     | PJ       | PG       | PP       | Pts. | SG   | SP   | Ratio | PG     | PP     | Ratio  |
| ---------- | -------- | -------- | -------- | ---- | ---- | ---- | ----- | ------ | ------ | ------ |
| Azerbaiyán | 3        | 3        | 0        | 9    | 9    | 1    | 9,000 | 244    | 191    | 1,277  |
| Polonia    | 3        | 2        | 1        | 5    | 6    | 6    | 1,000 | 258    | 250    | 1,032  |
| Alemania   | 3        | 1        | 2        | 4    | 6    | 7    | 0,857 | 267    | 285    | 0,937  |
| Hungría    | 3        | 0        | 3        | 0    | 2    | 9    | 0,222 | 220    | 263    | 0,836  |

- Resultados

| Fecha | Hora  | Partido¹   | Partido¹ | Partido¹   | Res.  | Set 1 | Set 2 | Set 3 | Set 4 | Set 5 | Total    |
| ----- | ----- | ---------- | -------- | ---------- | ----- | ----- | ----- | ----- | ----- | ----- | -------- |
| 22.09 | 18:00 | Hungría    | –        | Azerbaiyán | 0 – 3 | 23-25 | 14-25 | 25-16 | –     | –     | 53 – 75  |
| 22.09 | 20:30 | Polonia    | –        | Alemania   | 3 – 2 | 23-25 | 25-15 | 18-25 | 25-23 | 15-5  | 106 – 93 |
| 23.09 | 18:00 | Polonia    | –        | Hungría    | 3 – 1 | 22-19 | 19-25 | 25-17 | 25-18 | –     | 94 – 82  |
| 24.09 | 18:00 | Azerbaiyán | –        | Polonia    | 3 – 0 | 25-14 | 25-21 | 25-23 | –     | –     | 75 – 58  |
| 24.09 | 18:00 | Alemania   | –        | Hungría    | 3 – 1 | 25-21 | 19-25 | 25-21 | 25-18 | –     | 94 – 85  |
| 25.09 | 20:30 | Alemania   | –        | Azerbaiyán | 1 – 3 | 25-19 | 19-25 | 18-25 | 18-25 | –     | 80 – 94  |

- (¹) – Todos en Bakú.

### Grupo B
| Equipo      | Partidos | Partidos | Partidos |      | Sets | Sets | Sets  | Puntos | Puntos | Puntos |
| Equipo      | PJ       | PG       | PP       | Pts. | SG   | SP   | Ratio | PG     | PP     | Ratio  |
| ----------- | -------- | -------- | -------- | ---- | ---- | ---- | ----- | ------ | ------ | ------ |
| Italia      | 3        | 3        | 0        | 8    | 9    | 3    | 3,000 | 264    | 232    | 1,138  |
| Bielorrusia | 3        | 2        | 1        | 5    | 7    | 5    | 1,400 | 254    | 226    | 1,124  |
| Croacia     | 3        | 1        | 2        | 5    | 7    | 7    | 1,000 | 303    | 257    | 1,179  |
| Georgia     | 3        | 0        | 3        | 0    | 1    | 9    | 0,111 | 142    | 248    | 0,573  |

- Resultados

| Fecha | Hora  | Partido¹    | Partido¹ | Partido¹    | Res.  | Set 1 | Set 2 | Set 3 | Set 4 | Set 5 | Total    |
| ----- | ----- | ----------- | -------- | ----------- | ----- | ----- | ----- | ----- | ----- | ----- | -------- |
| 22.09 | 17:00 | Italia      | –        | Georgia     | 3 – 0 | 25-14 | 25-12 | 25-12 | –     | –     | 75 – 38  |
| 22.09 | 20:00 | Bielorrusia | –        | Croacia     | 3 – 2 | 10-25 | 15-25 | 25-21 | 25-20 | 15-9  | 90 – 100 |
| 23.09 | 17:00 | Georgia     | –        | Croacia     | 1 – 3 | 12-25 | 13-25 | 25-23 | 23-25 | –     | 73 – 98  |
| 23.09 | 20:00 | Italia      | –        | Bielorrusia | 3 – 1 | 27-25 | 25-18 | 18-25 | 25-21 | –     | 95 – 89  |
| 24.09 | 17:00 | Georgia     | –        | Bielorrusia | 0 – 3 | 8-25  | 11-25 | 12-25 | –     | –     | 31 – 75  |
| 24.09 | 20:00 | Croacia     | –        | Italia      | 2 – 3 | 23-25 | 21-25 | 25-19 | 25-10 | 11-15 | 105 – 94 |

- (¹) – Todos en Tiflis.

### Grupo C
| Equipo   | Partidos | Partidos | Partidos |      | Sets | Sets | Sets  | Puntos | Puntos | Puntos |
| Equipo   | PJ       | PG       | PP       | Pts. | SG   | SP   | Ratio | PG     | PP     | Ratio  |
| -------- | -------- | -------- | -------- | ---- | ---- | ---- | ----- | ------ | ------ | ------ |
| Rusia    | 3        | 3        | 0        | 7    | 9    | 5    | 1,800 | 312    | 299    | 1,043  |
| Bulgaria | 3        | 2        | 1        | 5    | 8    | 7    | 1,143 | 313    | 298    | 1,050  |
| Turquía  | 3        | 1        | 2        | 4    | 6    | 7    | 0,857 | 287    | 282    | 1,018  |
| Ucrania  | 3        | 0        | 3        | 2    | 5    | 9    | 0,555 | 279    | 312    | 0,894  |

- Resultados

| Fecha | Hora  | Partido¹ | Partido¹ | Partido¹ | Res.  | Set 1 | Set 2 | Set 3 | Set 4 | Set 5 | Total     |
| ----- | ----- | -------- | -------- | -------- | ----- | ----- | ----- | ----- | ----- | ----- | --------- |
| 22.09 | 15:30 | Ucrania  | –        | Rusia    | 2 – 3 | 18-25 | 25-20 | 23-25 | 25-23 | 13-15 | 104 – 108 |
| 23.09 | 15:30 | Bulgaria | –        | Ucrania  | 3 – 2 | 25-23 | 21-25 | 23-25 | 25-11 | 15-4  | 109 – 88  |
| 23.09 | 20:30 | Turquía  | –        | Rusia    | 1 – 3 | 23-25 | 25-20 | 23-25 | 20-25 | –     | 91 – 95   |
| 24.09 | 15:30 | Bulgaria | –        | Turquía  | 3 – 2 | 25-17 | 10-25 | 25-16 | 20-25 | 20-18 | 100 – 101 |
| 25.09 | 15:30 | Rusia    | –        | Bulgaria | 3 – 2 | 21-25 | 25-20 | 23-25 | 25-21 | 15-13 | 109 – 104 |
| 25.09 | 20:30 | Turquía  | –        | Ucrania  | 3 – 1 | 25-20 | 25-19 | 20-25 | 25-23 | –     | 95 – 87   |

- (¹) – Todos en Bakú.

### Grupo D
| Equipo          | Partidos | Partidos | Partidos |      | Sets | Sets | Sets  | Puntos | Puntos | Puntos |
| Equipo          | PJ       | PG       | PP       | Pts. | SG   | SP   | Ratio | PG     | PP     | Ratio  |
| --------------- | -------- | -------- | -------- | ---- | ---- | ---- | ----- | ------ | ------ | ------ |
| Serbia          | 3        | 3        | 0        | 9    | 9    | 1    | 9,000 | 253    | 217    | 1,166  |
| Países Bajos    | 3        | 2        | 1        | 6    | 6    | 5    | 1,200 | 261    | 234    | 1,115  |
| República Checa | 3        | 1        | 2        | 3    | 4    | 7    | 0,571 | 241    | 264    | 0,913  |
| Bélgica         | 3        | 0        | 3        | 0    | 3    | 9    | 0,333 | 254    | 294    | 0,864  |

- Resultados

| Fecha | Hora  | Partido¹        | Partido¹ | Partido¹        | Res.  | Set 1 | Set 2 | Set 3 | Set 4 | Set 5 | Total   |
| ----- | ----- | --------------- | -------- | --------------- | ----- | ----- | ----- | ----- | ----- | ----- | ------- |
| 22.09 | 17:00 | Serbia          | –        | República Checa | 3 – 0 | 25-22 | 25-16 | 25-23 | –     | –     | 75 – 61 |
| 22.09 | 20:00 | Países Bajos    | –        | Bélgica         | 3 – 1 | 23-25 | 25-12 | 25-21 | 25-14 | –     | 98 – 72 |
| 23.09 | 17:00 | República Checa | –        | Bélgica         | 3 – 1 | 19-25 | 25-23 | 28-26 | 25-19 | –     | 97 – 93 |
| 23.09 | 20:00 | Serbia          | –        | Países Bajos    | 3 – 0 | 29-27 | 25-17 | 25-23 | –     | –     | 79 – 67 |
| 24.09 | 17:00 | Bélgica         | –        | Serbia          | 1 – 3 | 26-24 | 20-25 | 22-25 | 21-25 | –     | 89 – 99 |
| 24.09 | 20:00 | República Checa | –        | Países Bajos    | 1 – 3 | 21-25 | 15-25 | 25-21 | 23-25 | –     | 83 – 96 |

- (¹) – Todos en Gəncə.

## Fase final
- Todos los partidos en la hora local de Azerbaiyán (UTC+4).

|  | Clasif. a cuartos     | Clasif. a cuartos     |              |            | Cuartos de final      | Cuartos de final      |            |              | Semifinales      | Semifinales      |  |  | Final        | Final        |
|  | 26 y 27 de septiembre | 26 y 27 de septiembre |              |            | 28 y 29 de septiembre | 28 y 29 de septiembre |            |              | 30 de septiembre | 30 de septiembre |  |  | 1 de octubre | 1 de octubre |
|  |                       |                       |              |            |                       |                       |            |              |                  |                  |  |  |              |              |
|  |                       |                       |              |            |                       |                       |            |              |                  |                  |  |  |              |              |
|  |                       |                       |              |            |                       |                       |            |              |                  |                  |  |  |              |              |
|  | Italia                | 0                     |              |            |                       |                       |            |              |                  |                  |  |  |              |              |
|  | Italia                | 0                     | Países Bajos | 3          |                       |                       |            |              |                  |                  |  |  |              |              |
|  |                       | Países Bajos          | Países Bajos | 3          | 3                     |                       |            |              |                  |                  |  |  |              |              |
|  | Croacia               | Países Bajos          | 0            |            | 3                     | Países Bajos          | 3          |              |                  |                  |  |  |              |              |
|  | Croacia               |                       | 0            |            |                       | Países Bajos          | 3          |              |                  |                  |  |  |              |              |
|  |                       |                       |              | Azerbaiyán | 2                     |                       |            |              |                  |                  |  |  |              |              |
|  | Azerbaiyán            | 3                     |              | Azerbaiyán | 2                     |                       |            |              |                  |                  |  |  |              |              |
|  | Azerbaiyán            | 3                     | Bulgaria     | 2          |                       |                       |            |              |                  |                  |  |  |              |              |
|  |                       | Alemania              | Bulgaria     | 2          | 0                     |                       |            |              |                  |                  |  |  |              |              |
|  | Alemania              | Alemania              | 3            |            | 0                     | Países Bajos          | 1          |              |                  |                  |  |  |              |              |
|  | Alemania              |                       | 3            |            |                       | Países Bajos          | 1          |              |                  |                  |  |  |              |              |
|  |                       |                       |              | Serbia     | 3                     |                       |            |              |                  |                  |  |  |              |              |
|  | Serbia                | 3                     |              | Serbia     | 3                     |                       |            |              |                  |                  |  |  |              |              |
|  | Serbia                | 3                     | Bielorrusia  | 3          |                       |                       |            |              |                  |                  |  |  |              |              |
|  |                       | Bielorrusia           | Bielorrusia  | 3          | 0                     |                       |            |              |                  |                  |  |  |              |              |
|  | República Checa       | Bielorrusia           | 2            |            | 0                     | Serbia                | 3          | Tercer lugar | Tercer lugar     |                  |  |  |              |              |
|  | República Checa       |                       | 2            |            |                       | Serbia                | 3          | Tercer lugar | Tercer lugar     |                  |  |  |              |              |
|  |                       |                       |              | Turquía    | 0                     |                       |            |              |                  |                  |  |  |              |              |
|  | Rusia                 | 0                     |              | Turquía    | 0                     |                       |            |              |                  |                  |  |  |              |              |
|  | Rusia                 | 0                     | Polonia      | 1          |                       |                       | Azerbaiyán | 1            |                  |                  |  |  |              |              |
|  |                       | Turquía               | Polonia      | 1          | 3                     |                       | Azerbaiyán | 1            |                  |                  |  |  |              |              |
|  | Turquía               | Turquía               | 3            |            | 3                     | Turquía               | 3          |              |                  |                  |  |  |              |              |
|  | Turquía               |                       | 3            |            |                       | Turquía               | 3          |              |                  |                  |  |  |              |              |

### Clasificación a cuartos
| Fecha | Hora  | Partido¹     | Partido¹ | Partido¹        | Res.  | Set 1 | Set 2 | Set 3 | Set 4 | Set 5 | Total     |
| ----- | ----- | ------------ | -------- | --------------- | ----- | ----- | ----- | ----- | ----- | ----- | --------- |
| 26.09 | 18:00 | Bielorrusia  | –        | República Checa | 3 – 2 | 18-25 | 23-25 | 27-25 | 25-22 | 17-15 | 110 – 112 |
| 26.09 | 20:30 | Países Bajos | –        | Croacia         | 3 – 0 | 25-18 | 25-8  | 25-21 | –     | –     | 75 – 47   |
| 27.09 | 18:00 | Polonia      | –        | Turquía         | 1 – 3 | 22-25 | 25-27 | 25-18 | 23-35 | –     | 95 – 95   |
| 27.09 | 20:30 | Bulgaria     | –        | Alemania        | 2 – 3 | 25-14 | 20-25 | 25-16 | 19-25 | 11-15 | 100 – 95  |

- (¹) – Todos en Bakú.

### Cuartos de final
| Fecha | Hora  | Partido¹   | Partido¹ | Partido¹     | Res.  | Set 1 | Set 2 | Set 3 | Set 4 | Set 5 | Total   |
| ----- | ----- | ---------- | -------- | ------------ | ----- | ----- | ----- | ----- | ----- | ----- | ------- |
| 28.09 | 18:00 | Italia     | –        | Países Bajos | 0 – 3 | 17-25 | 20-25 | 13-25 | –     | –     | 50 – 75 |
| 28.09 | 20:30 | Serbia     | –        | Bielorrusia  | 3 – 0 | 25-19 | 25-12 | 25-14 | –     | –     | 75 – 45 |
| 29.09 | 18:00 | Azerbaiyán | –        | Alemania     | 3 – 0 | 25-20 | 25-18 | 25-21 | –     | –     | 75 – 59 |
| 29.09 | 20:30 | Rusia      | –        | Turquía      | 0 – 3 | 25-27 | 18-25 | 20-25 | –     | –     | 63 – 77 |

- (¹) – Todos en Bakú.

### Semifinales
| Fecha | Hora  | Partido¹     | Partido¹ | Partido¹   | Res.  | Set 1 | Set 2 | Set 3 | Set 4 | Set 5 | Total     |
| ----- | ----- | ------------ | -------- | ---------- | ----- | ----- | ----- | ----- | ----- | ----- | --------- |
| 30.09 | 18:00 | Países Bajos | –        | Azerbaiyán | 3 – 2 | 20-25 | 25-19 | 25-19 | 25-27 | 15-12 | 110 – 102 |
| 30.09 | 20:30 | Serbia       | –        | Turquía    | 3 – 0 | 25-17 | 25-12 | 25-21 | –     | –     | 75 – 50   |

- (¹) – Ambos en Bakú.

### Tercer lugar
| Fecha | Hora  | Partido¹   | Partido¹ | Partido¹ | Res.  | Set 1 | Set 2 | Set 3 | Set 4 | Set 5 | Total   |
| ----- | ----- | ---------- | -------- | -------- | ----- | ----- | ----- | ----- | ----- | ----- | ------- |
| 01.10 | 16:00 | Azerbaiyán | –        | Turquía  | 1 – 3 | 25-22 | 21-25 | 14-25 | 8-25  | –     | 68 – 97 |

- (¹) – En Bakú.

### Final
| Fecha | Hora  | Partido¹     | Partido¹ | Partido¹ | Res.  | Set 1 | Set 2 | Set 3 | Set 4 | Set 5 | Total   |
| ----- | ----- | ------------ | -------- | -------- | ----- | ----- | ----- | ----- | ----- | ----- | ------- |
| 01.10 | 19:00 | Países Bajos | –        | Serbia   | 1 – 3 | 20-25 | 22-25 | 25-18 | 18-25 | –     | 85 – 93 |

- (¹) – En Bakú.

## Medallero
| Serbia | Países Bajos | Turquía |
| Ana Antonijević Ana Bjelica Jelena Blagojević Tijana Bošković Bianka Buša Jovana Kocić Ana Lazarević Katarina Lazović Sara Lozo Sanja Malagurski Tijana Malešević Brankica Mihajlović Bojana Milenković Slađana Mirković Mina Popović Silvija Popović Teodora Pušić Danica Radenković Milena Rašić Jovana Stevanović Stefana Veljković Bojana Živković | Sarah van Aalen Maret Balkestein-Grothues Yvon Beliën Britt Bongaerts Dagmar Boom Anne Buijs Nika Daalderop Laura Dijkema Marrit Jasper Kirsten Knip Nicole Koolhaas Robin de Kruijf Nicole Oude Luttikhuis Judith Pietersen Celeste Plak Tessa Polder Myrthe Schoot Lonneke Slöetjes Debby Stam-Pilon Femke Stoltenborg Marlies Wagendorp Laura de Zwart | Çağla Akın Kübra Akman Gamze Alikaya Beyza Arıcı Naz Aydemir Dicle Nur Babat Hande Baladın Meryem Boz Merve Dalbeler Neslihan Demir Melis Durul Eda Erdem Dündar Meliha İsmailoğlu Gözde Kırdar Güldeniz Önal Hatice Gizem Örge Cansu Özbay Neriman Özsoy Simge Şebnem Aköz Tuğba Şenoğlu Bahar Toksoy Polen Uslupehlivan |
| Zoran Terzić (seleccionador) | Jamie Morrison (seleccionador) | Giovanni Guidetti (seleccionador) |

## Clasificación general
| 1. Serbia           |
| 2. Países Bajos     |
| 3. Turquía          |
| 4. Azerbaiyán       |
| 5. Italia           |
| 6. Rusia            |
| 7. Bielorrusia      |
| 8. Alemania         |
| 9. Bulgaria         |
| 10. Polonia         |
| 11. Croacia         |
| 12. República Checa |
| 13. Ucrania         |
| 14. Bélgica         |
| 15. Hungría         |
| 16. Georgia         |